# 约尼·迈基

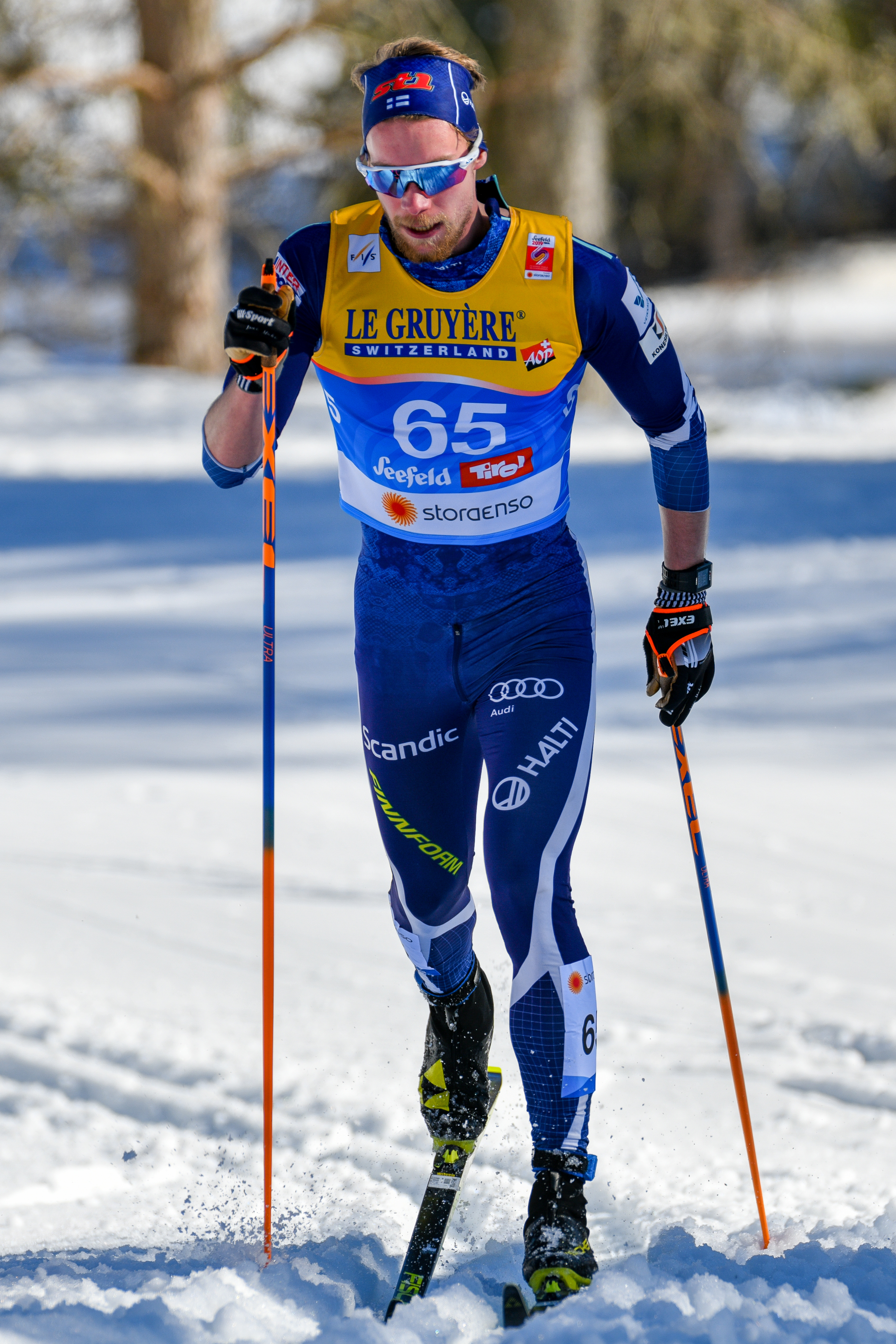
迈基于2019年

约尼·迈基（芬蘭語：Joni Mäki，1995年1月24日—），芬兰越野滑雪运动员。他在2022年冬季奥林匹克运动会及2021年世界北歐式滑雪錦標賽上获得男子团体竞速银牌。